# Aedes barraudi
Aedes barraudi é um espécie de mosquito do género Aedes, pertencente à família Culicidae.